# Franky
 (mars 2024).
- Si vous ne connaissez pas le sujet, laissez ce bandeau (vous pouvez alors contacter les auteurs).
- Si vous supprimez le contenu mis en cause (vous pouvez préalablement contacter les auteurs),

argumentez précisément cette suppression dans la page de discussion
(un manque de référence n'est pas un argument ; une recherche réelle de référence doit avoir été effectuée, être formellement documentée).
Cet article concerne un personnage de manga. Pour la série télévisée colombienne, voir Franky (série télévisée).
Cet article possède un paronyme, voir Frankie.
Franky (フランキー, Furankī) aussi nommé Cutty Flam (カティ・フラム, Kati Furamu) est un personnage faisant partie de l'univers du manga One Piece.

## Passé
Franky est originaire de South Blue. Icebarg et lui sont les anciens disciples de Tom, un charpentier de la cité. Tom a  construit, entre autres, le Puffing Tom, un train circulant sur un système de rails flottants, et le bateau de Gol D. Roger, l'Oro Jackson. Néanmoins, Tom fut condamné pour ce dernier fait par Spandam, le chef du CP5 et futur chef du CP9. Franky tenta d'arrêter le Puffing Tom qui emportait son maître, mais il fut percuté par le train des mers et fut gravement blessé.
Il se soigna grâce à ses qualités de charpentier en utilisant des pièces de métal trouvées sur un navire abandonné et devint un cyborg.

## Water Seven
Peu après l'arrivée de l'équipage du Chapeau de paille sur l'archipel, Franky et sa bande volent les deux tiers de la fortune de Luffy et ses camarades, Luffy se venge en anéantissant avec l'aide de Zoro, Sanji et Chopper, la Franky House, le repaire de la Franky Family. 
Une fois de retour à Water Seven et pour se faire pardonner d'avoir volé Luffy, il lui fabrique un nouveau bateau : le Thousand Sunny. Finalement, la Franky Family, Luffy, Robin et Icebarg parviennent à le convaincre de rejoindre l'équipage pour traverser le monde à bord d'un de ses bateaux.

## Séparation du Chapeau de paille
L'équipage va sur l'Archipel des Sabaondy. Il atterrit sur l'île Karakuri, où il rencontre deux habitants et un chien cyborg qui l'informent que cette île est celle où est né le Dr Vegapunk (l'ingénieur de la marine et créateur des pacifista). Il enclenche l'autodestruction de la base, et découvre un deuxième laboratoire, dont l'accès a été libéré par l'explosion du premier. Franky décide de passer les deux ans qui le séparent des retrouvailles du Chapeau de paille dans le laboratoire pour devenir plus fort.